# Бегрінешть
Бегрінешть (рум. Băhrinești) — село у Флорештському районі Молдови. Утворює окрему комуну.

## Населення
За даними перепису населення 2004 року у селі проживали 2370 осіб.
Національний склад населення села:
| Національність | Кількість осіб | Відсоток |
| -------------- | -------------- | -------- |
| молдавани      | 2356           | 99,4%    |
| українці       | 11             | 0,5%     |
| гагаузи        | 2              | 0,1%     |
| росіяни        | 1              | < 0,1%   |
| Всього         | 2370           | 100%     |